# Whitley Gardens (Kalifornija)
Whitley Gardens je naseljeno područje za statističke svrhe u američkoj saveznoj državi Kalifornija. Prema popisu stanovništva iz 2010. u njemu je živjelo 285 stanovnika.